# Edwidge Danticat
Edwidge Danticat (Port-au-Prince, 19 januari 1969) is een Haïtiaans-Amerikaanse romanschrijver en schrijver van korte verhalen. Haar eerste roman, Breath, Eyes, Memory, werd in 1994 gepubliceerd en in 1998 geselecteerd voor Oprah's Book Club. Danticat heeft sindsdien verschillende boeken geschreven of geredigeerd en heeft vele prijzen en onderscheidingen ontvangen. In het najaar van 2023 werd zij Wun Tsun Tam Mellon Professor of the Humanities bij de afdeling African American and African Diaspora Studies aan Columbia University.

## Biografie
Danticat werd geboren in de Haïtiaanse hoofdstad Port-au-Prince. Toen ze 12 jaar oud was, emigreerde haar vader André naar New York, twee jaar later gevolgd door haar moeder Rose. Hierdoor werden Danticat en haar jongere broer, ook André genaamd, opgevoed door haar oom en tante. Toen haar in een interview werd gevraagd naar de tradities in haar kindertijd, noemde ze het vertellen van verhalen, de kerk en het voortdurend bestuderen van schoolmateriaal als onderdeel van het opgroeien. Hoewel haar formele opleiding in Haïti in het Frans was, sprak ze thuis Haïtiaans Creools.
Danticat begon op negenjarige leeftijd met schrijven, nog in Haïti. Later schreef ze nog een verhaal over haar immigratie-ervaring voor New Youth Connections, "A New World Full of Strangers". In de inleiding van Starting With I, een bloemlezing van verhalen uit het tijdschrift, schreef Danticat: "Toen ik klaar was met het [immigratie]stuk, voelde ik dat mijn verhaal nog niet af was, dus schreef ik een kort verhaal, dat later een boek werd, mijn eerste roman: Adem, Ogen, Geheugen. Schrijven voor New Youth Connections had me een stem gegeven."
Na haar afstuderen aan de Clara Barton High School in Brooklyn, New York, ging Danticat naar het Barnard College in New York, waar ze in 1990 afstudeerde op Phi Beta Kappa. Aanvankelijk was ze van plan om verpleegkundige te worden, maar haar liefde voor schrijven won het en ze behaalde een bachelor in Franse literatuur. In 1993 behaalde ze een Master of Fine Arts in 'Creatief Schrijven' aan de Brown University.
Danticat is een groot pleitbezorger van kwesties die Haïtianen in het buitenland en in Haïti zelf aangaan. In 2009 werkte ze mee aan Poto Mitan: Haitian Women Pillars of the Global Economy, een documentaire over de impact van de mondialisering op vijf Haïtiaanse vrouwen van verschillende generaties.
Danticat trouwde in 2002 en kreeg twee kinderen. Hoewel Danticat in de Verenigde Staten woont, beschouwt ze Haïti nog steeds als haar thuis. Tot op heden bezoekt ze Haïti nog steeds van tijd tot tijd en ze heeft altijd het gevoel gehad dat ze het land nooit heeft verlaten.

## Thema's

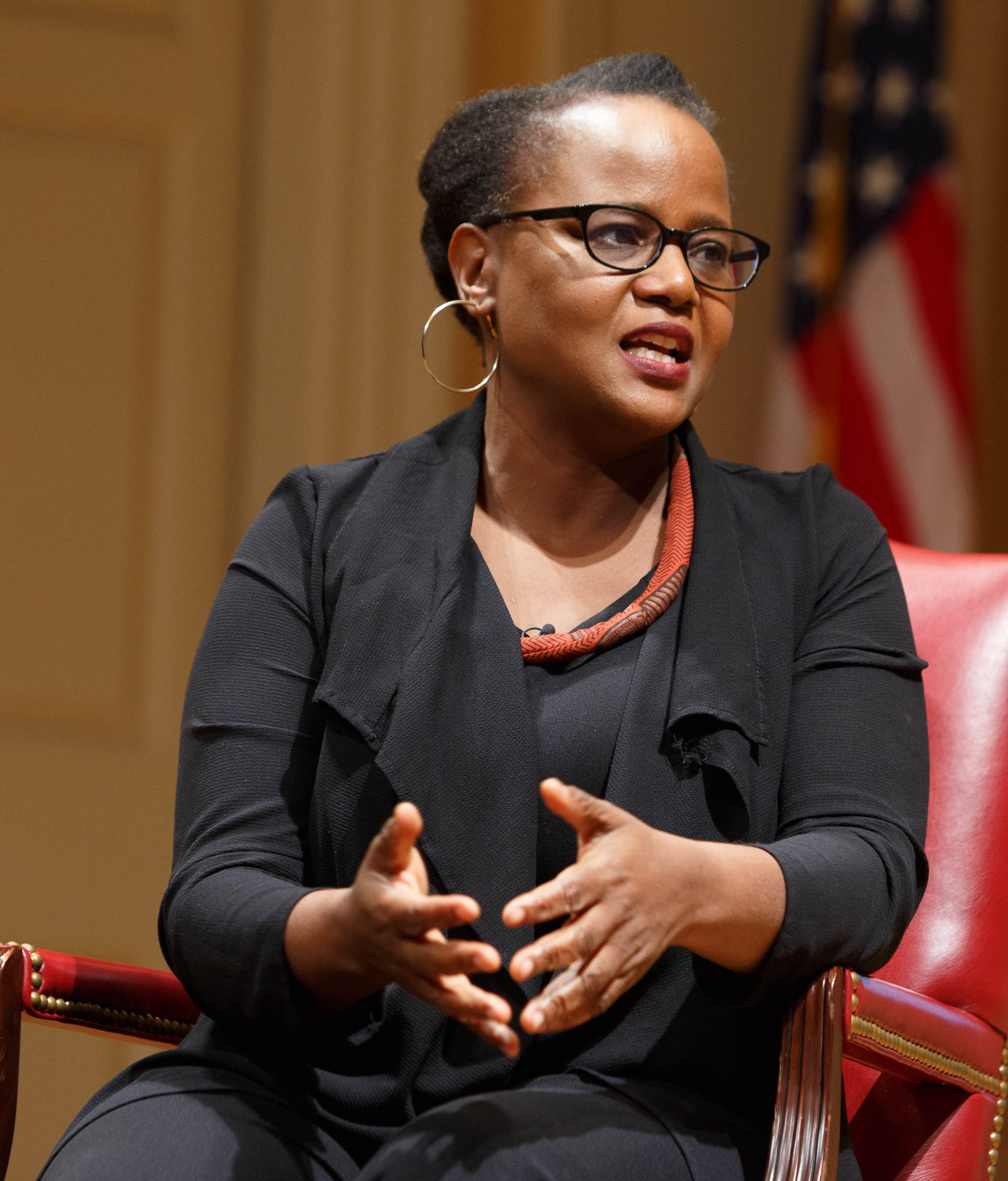
Edwidge Danticat in 2019

In het werk van Edwidge Danticat zijn drie thema's prominent aanwezig: nationale identiteit, moeder-dochterrelaties en diasporapolitiek.

## Prijzen en onderscheidingen
Danticat heeft prijzen gewonnen van de tijdschriften Essence en Seventeen. Ze werd in het tijdschrift Harper's Bazaar uitgeroepen tot "1 van de 20 mensen in hun twintiger jaren die een verschil zullen maken". Ze werd vermeld in The New York Times Magazine als een van de "30 onder de 30" mensen om te volgen en ze werd door het tijdschrift Jane in 2007 uitgeroepen tot een van de "15 vrouwen met het meeste lef".
- 1994: Fiction Award The Caribbean Writer
- 1995: Woman of Achievement Award, Barnard College
- Pushcart Short Story Prize voor Between the Pool and the Gardenia
- 1995: National Book Award nomination voor Krik? Krak!
- 1996: Granta magazine Best Young American Novelists[14]
- Lila-Wallace-Reader's Digest Grant
- 1999: American Book Award voor The Farming of Bones
- The International Flaiano Prize voor literatuur
- The Super Flaiano Prize voor The Farming of Bones
- 2005: The Story Prize voor The Dew Breaker
- 2005: Anisfield-Wolf Book Award[15] voor "The Dew Breaker"
- 2007: National Book Award nomination voor Brother, I'm Dying
- 2007: The National Book Critics Circle Award voor Brother, I'm Dying
- 2008: Dayton Literary Peace Prize voor Brother, I'm Dying
- 2008: Hurston/Wright Foundation Legacy Award voor Brother, I'm Dying
- 2009: MacArthur Fellows Program Genius grant
- 2009: The Nicolas Guillen Philosophical Literature Prize, Caribbean Philosophical Association
- 2011: Langston Hughes Medal, City College of New York
- 2011: OCM Bocas Prize for Caribbean Literature voor Create Dangerously
- 2012: Smith College Honorary Degree
- 2013: Yale University Honorary Degree[16]
- 2014: Andrew Carnegie Medal for Excellence in Fiction, shortlist voor Claire of the Sea Light[17]
- 2014: PEN Oakland awards – Josephine Miles Literary Award
- 2017: Honorary Doctor of Letters (DLitt) graad van de University of the West Indies Open Campus[18][19]
- 2017: Neustadt International Prize for Literature[20]
- 2018: Presidents Award, St. Martin Book Fair[21]
- 2019: National Book Critics Circle Award (Fiction) winnaar voor Everything Inside[22]
- 2020: The Story Prize voor Everything Inside[23]
- 2020: Vilcek Foundation Prize in Literature[24]
- 2023: PEN/Malamud Award for Excellence in the Short Story[25]

## Werken

### Romans
- Breath, Eyes, Memory (1994)
- The Farming of Bones (1998)
- The Dew Breaker (2004)
- Claire of the Sea Light (2013)
- The Once and Future Dead (Knopf, 2025)

### Korte verhalen
- Krik? Krak! (1996)
- Everything Inside (2019)

### Kinderen/jeugd
- Behind the Mountains (roman voor jongvolwassenen, 2002)
- Anacaona: Golden Flower, Haiti, 1490 (roman voor jongvolwassenen, 2005)
- The Last Mapou (kinderboek, januari 2013)
- Untwine (roman voor jongvolwassenen, oktober 2015)

### Bloemlezingen
- The Butterfly's Way (redacteur bloemlezing)
- Best American Essays, 2011 (redacteur bloemlezing, oktober 2011)
- Haiti Noir 2: The Classics (redacteur bloemlezing, januari 2014)

### Non-fictie
- After the Dance: A Walk Through Carnival in Jacmel, Haiti (reisboek, 2002)
- Brother, I'm Dying (memoires/sociale kritiek, 2007)
- Create Dangerously: The Immigrant Artist at Work (essay-collectie, 2010)
- Eight Days: A Story of Haiti (prentenboek, 2010)
- Tent Life: Haiti (essay-bijdrage, 2011)
- Haiti Noir (redacteur bloemlezing, 2011)
- Mama's Nightingale (prentenboek, september 2015)
- The Art of Death (biografie, juli 2017)
- My Mommy Medicine (prentenboek, februari 2019)
- We're Alone (essays, Graywolf Press, najaar 2024)

### Films/documentaires
- The Agronomist - producent, 2003
- Poto Mitan – auteur/verteller, 2009
- Girl Rising (Haïti) – auteur, 2013
- Beloved - actrice, 1998
- The Manchurian Candidate - actrice, 2004
- Stones in the Sun - actrice, 2012

### Vertalingen in het Nederlands
- Adem, ogen, herinnering (vertaling van Breath, eyes, memory. Wereldbibliotheek, Amsterdam, cop. 1995)
- Krik? Krak! (vertaling van Krik? Krak! Wereldbibliotheek, Amsterdam, cop. 1996)
- Land voor de levenden (vertaling van The farming of bones. Wereldbibliotheek, Amsterdam, 1999)
- Vaarwel broer (vertaling van Brother, I'm dying. De Bezige Bij, Amsterdam, 2008)
- De dauwbreker (vertaling van The dew breaker. De Bezige Bij, Amsterdam, 2010 )